# Beach Boy Blues
Beach Boy Blues es una canción grabada y popularizada por Elvis Presley que resulta ser una fusión entre los estilos de rhythm and blues y música de Hawaii. El tema fue compuesto por la dupla de compositores Sid Tepper y Roy C. Bennett que se encargaron de componer para Elvis buena parte del material que serviría como banda sonora para la película de 1961 Blue Hawaii. El tema fue editado junto al resto de los temas del film en el álbum Blue Hawaii que cosechó un éxito de ventas alcanzando la certificación de triple disco de platino por la RIAA. 

## Grabación
Elvis registró el tema Beach Boy Blues en la sesión que tuvo lugar el día 23 de octubre de 1961 en los estudios Radio Recorders de Hollywood, California. Participaron de la grabación además de sus músicos más habituales como Scotty Moore, D. J. Fontana y The Jordanaires, George Fields en la harmónica que logra con su instrumento una serie de arreglos muy distintivos en la canción. 

## Letra
La letra hace alusión a un momento específico del personaje que interpreta Elvis en el film, Chad Gates, el cual es detenido en una celda junto a un grupo de personas luego de producirse una pelea en un bar. Dicha pelea se origina al tratar Gates de evitar que una de las muchachas turistas a las que él les auspicia de guía, la cual está ebria, se meta en dificultades con un festivo bravucón del bar. Allí él describe de manera irónica su situación personal repitiendo una  y otra vez su desdichada situación sentimental que lo llevó a terminar detenido.   
I'm a poor Hawaiian beach boy 
A long way from the beach
'Cause someone shoved his face against my hand
Now I'm a kissing cousin to a ripe pineapple

I'm in the can
En ese contexto el protagonista confiesa para sus adentros que pretendía ser el hombre más amado de la muchacha que constituye su interés romántico, en este caso Maile Duval (interpretada por Joana Blackman) y que metafóricamente deseaba probar un poco de miel de los labios de su wahini, pero que solo es como un primo cercano al que le toca besar una piña madura.
I want a taste of honey
From my wahini's lips
I want to be her ever loving man
But I'm a kissing cousin to a ripe pineapple

I'm in the can

## Expresiones lingüísticas
El término wahini [ wah-hee-nee, -ney ] tiene diferentes significados dentro del idioma hawaiano o maorí que pueden ser 
- Alapaiwahine, princesa de las islas de Hawaii [5]
- Kamauliwahine, “reina” (Aliʻi Nui) of Molokai [6]
- Keākealaniwahine, una jefa de alto rango Hawaii [7]

Por otro lado, "kissing cousins" que literalmente puede significar "primos besosos" o "primos que se besan" es un término que designa a los primos cercanos. Ese léxico sería usado años después para la película de Elvis de 1964 titulada Kissin' Cousins.

## Ediciones
- Blue Hawaii (álbum) - RCA 1961
- The Complete Elvis Presley Masters  - RCA 19 de Octubre de 2010 [8]
- Elvis* – Blue Hawaii (Collector's Edition) BMG - 1997 [9]